# ペルワニ
ペルワニ（Pahlwani）は、インド亜大陸で行われる伝統的なレスリング。
クシュティー、ペルワニ式レスリングとも呼ばれる。

## 伝統
ムガル帝国時代にペルシアのレスリングスタイル「コシュティ（クシュティー）・パフレワニ（ペルワニ）」と、インドの伝統的なレスリング「マッラ・ユッダ」が融合して発展した。
「ペルワニ」と「クシュティー」という言葉は、ペルシア語の「パフラヴァニ」（英雄的）と「コシュティ」（レスリング）に由来し、「英雄的なレスリング」を意味する。
実践者は「ペールワン」（ペルシア語で「英雄」）、指導者は「ウスタド」（ペルシア語で「教師」）と呼ばれる。

## ルールと技術

### 技術
ペルワニ（クシュティ）には、ロック、投げ技、サブミッションホールドなどの技が含まれる。古代のマッラ・ユッダとは異なり、打撃技は許可されていない。主な技には、肩投げや絞め技がある。

### ルール
競技場
円形または正方形で、幅は少なくとも14フィート。
トレーニング
土の床で行い、床を赤黄土で覆い、水を加えて適切な粘度を保つ。
試合前の儀式
土を自分と対戦相手に投げる。
試合の進行
ラウンドはなく、通常25～30分で、延長可能（10～15分）。
勝敗
相手の肩と腰を地面に押し付けることで勝利。ノックアウト、ストップ、サブミッションでも勝利可能。
審判
リング内のレフェリーとリング外の2人の審査員に。